# مایکل شاپرز
مایکل شاپرز (انگلیسی: Michiel Schapers؛ زاده ۱۱ اکتبر ۱۹۵۹) یک تنیس‌باز اهل هلند است.

## تنیس حرفه‌ای
وی از سال ۱۹۸۲ به جمع تنیس بازان حرفه‌ای پیوست و در سال ۱۹۸۸ نماینده کشورش در المپیک تابستانی سئول بود. وی نهایتاً در یک چهارم نهایی توسط قهرمان آن دوره از مسابقات میلوسلاو مچیر از چک اسلواکی از دور مسابقات کنار رفت.
بهترین جایگاه انفرادی ATP که در جدول تنیس بازان حرفه‌ای کسب کرد مقام ۲۵ در ۲۵ آوریل۱۹۸۸ بود. این تنیس باز راست دست پس از پابان کار خود بعنوان بازیکن به کار مربیگری مشغول شد. همچنین او از سال ۱۹۹۸ تا ۲۰۰۰ کاپیتان تیم هلند بود.

## فینال‌های انفرادی
| قهرمانی         |
| گرند اسلم (۰)   |
| مستر کاپ (۰)    |
| قهرمانی ATP (0) |
| سری قهرمانی (۰) |
| تور ATP (4)     |

| نتیجه  | No. | تاریخ          | تورنومنت         | نوع زمین      | حریف            | امتیازات      |
| ------ | --- | -------------- | ---------------- | ------------- | --------------- | ------------- |
| بازنده | ۱.  | ۱۱ ژانویه ۱۹۸۷ | اوکلند، نیوزیلند | Outdoor/Hard  | میلوسلاو مچیر   | ۲–۶، ۳–۶، ۴–۶ |
| بازنده | ۲.  | ۲۸ فوریه ۱۹۸۸  | متز، فرانسه      | Indoor/Carpet | Jonas Svensson  | ۲–۶، ۴–۶      |
| بازنده | ۳.  | ۶ مارس ۱۹۸۹    | نانسی فرانسه     | Indoor/Hard   | گای فورگت       | ۳–۶، ۶–۷      |
| بازنده | ۴.  | ۱۶ ژوئن ۱۹۹۱   | رزمالن، هلند     | Outdoor/Grass | کریستیان ساسینو | ۱–۶، ۶–۳، ۵–۷ |

## فینال‌های دوبل
| Legend          |
| گرند اسلم (۰)   |
| مستر کاپ (۰)    |
| سری مستر ATP(0) |
| تورATP (9)      |

| نتیجه     | شماره. | تاریخ         | تورنومنت            | نوع زمین      | هم بازی            | حریف                       | امتیازات      |
| --------- | ------ | ------------- | ------------------- | ------------- | ------------------ | -------------------------- | ------------- |
| Runner-up | ۱.     | ۲۸ آوریل ۱۹۸۵ | ماربل، اسپانیا      | Outdoor/Clay  | لوییک کورتو        | اندرس گومز کاسیو موتا      | ۱–۶، ۱–۶      |
| Winner    | ۱.     | ۲۷ اکتبر ۱۹۸۵ | کلن، آلمان          | Indoor/Hard   | الکس آنتونیش       | جان گونارسون پیتر لاندگرن  | ۶–۴، ۷–۵      |
| Runner-up | ۲.     | ۱۶ مارس ۱۹۸۶  | متز، فرانسه         | Indoor/Carpet | Francisco González | ویچخ فیباک گای فورگت       | ۶–۲، ۲–۶، ۴–۶ |
| Winner    | ۲.     | ۱۸ اکتبر ۱۹۸۷ | تولس، فرانسه        | Indoor/Hard   | ویچخ فیباک         | کلی جونز پاتریک کونن       | ۶–۲، ۶–۴      |
| Runner-up | ۳.     | ۷ ژانویه ۱۹۹۰ | آدلاید، استرالیا    | Outdoor/Hard  | الکساندر مرونز     | اندرو کستل اندوکا اودیزور  | ۶–۷، ۲–۶      |
| Runner-up | ۴.     | ۷ اکتبر ۱۹۹۰  | تولس، فرانسه        | Indoor/Hard   | Michael Mortensen  | نیل برد گری مولر           | ۶–۷، ۴–۶      |
| Runner-up | ۵.     | ۱۷ فوریه ۱۹۹۱ | بروکسل، بلژیک       | Indoor/Carpet | لیبور پیمک         | مارک وودفورد تاد وودبریج   | ۳–۶، ۰–۶      |
| Winner    | ۳.     | ۱۳ اکتبر ۱۹۹۱ | تل آوبو، اسرائیل    | Outdoor/Hard  | دیوید ریکل         | خاویر فرانا لئوناردو لوییه | ۶–۲، ۶–۷، ۶–۳ |
| Runner-up | ۶.     | ۶ ژانویه ۱۹۹۲ | ولینگ تون، نیوزیلند | Outdoor/Hard  | دانیل واچک         | جرید پالمر Jonathan Stark  | ۳–۶، ۳–۶      |